# Trochalus integriceps
Trochalus integriceps är en skalbaggsart som beskrevs av Moser 1917. Trochalus integriceps ingår i släktet Trochalus och familjen Melolonthidae. Inga underarter finns listade i Catalogue of Life.